# 池谷車站
池谷車站（日语：／ Ikenotani eki */?）是一位於日本德島縣鳴門市大麻町池谷、隸屬於四國旅客鐵道（JR四國）的鐵路車站，車站編號為T04/N04。池谷車站是四國島東部主要幹線高德線與地方支線鳴門線的交會站。不過車站位處鳴門市的邊沿位置，附近主要為農田，民居亦只集中在車站附近，因此以本站為起訖點的乘客人數遠不及在此轉車的人數。
雖然本站是兩線的轉換站，但並不是所有高德線特急列車「渦潮」（うずしお）都會停靠本站，而是半數停靠臨站的勝瑞，半數停靠池谷。如此的時刻表配置增加了使用鳴門線的旅客在轉車上的困難，因此不少鳴門市的居民提出希望修改時刻表的聲音，希望至少有一部份的渦潮號，能夠改為池谷與勝瑞兩站同時停站的模式，或者是設立「區間外乗車」特例，讓需要轉乘鳴門線的乘客可以不因行車距離增長而須額外多付車資。
如同很多日本地名會有同字不同音的現象，池谷車站的日語站名讀法（Ikenotani）是在「池」（いけ；Ike）和「谷」（たに；Tani）兩字之間加入了字母（No）。雖然此發音與「池之谷」（池ノ谷）相同，但以漢字書寫時字並不會特別寫出。

## 車站構造
設有單層木製站舍一座，位處兩邊月台的中間位置，內設有站務室、候車大堂及洗手間。車站2012年7月11日起改為無人站，由勝瑞站管理，站內並未設置自動售票機，須直接在列車上購票。

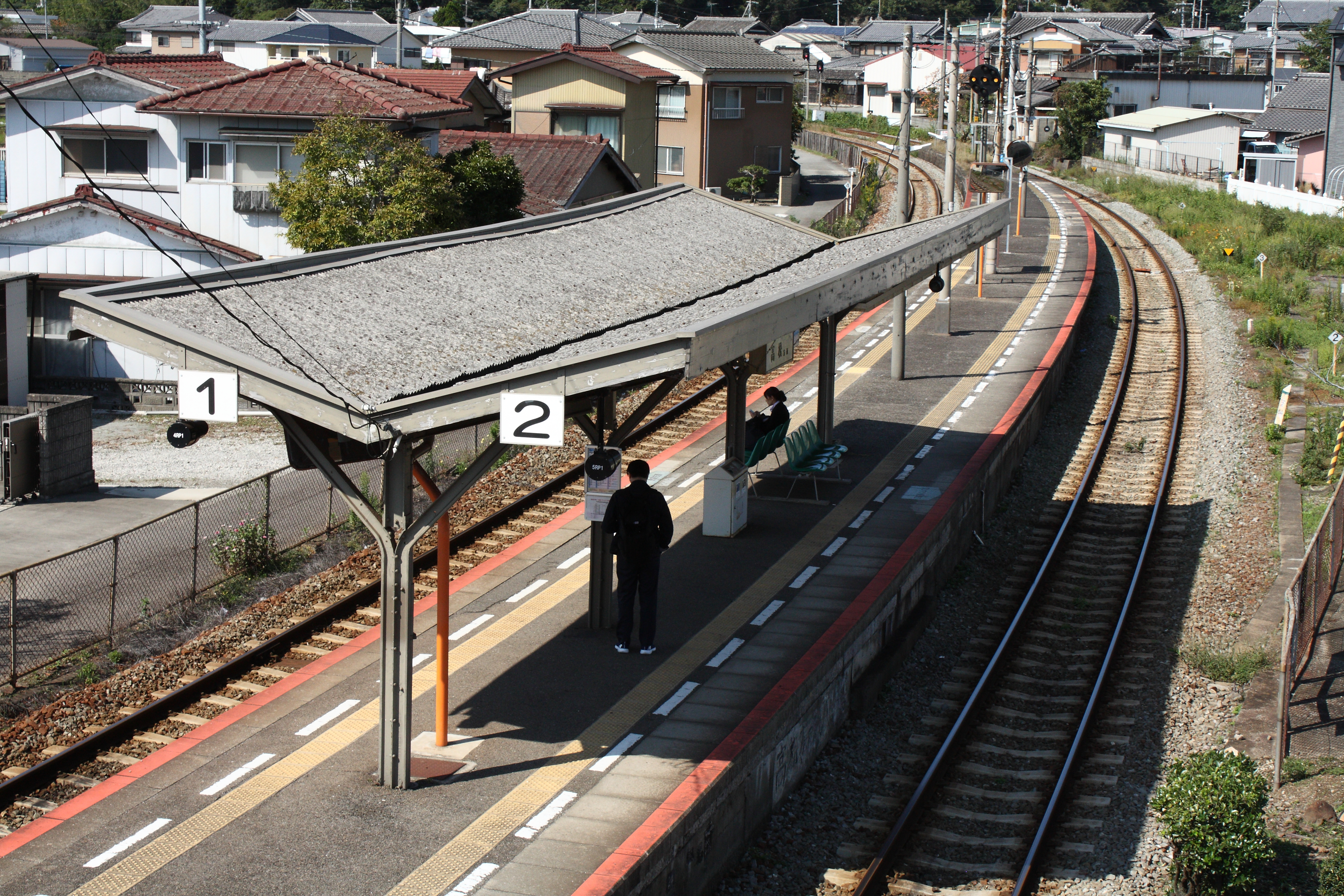
月台（2018年10月）

設有島式月台2個，共提供2面4線的配置，獨特之處為2個島式月台在車站區域內呈「V」字狀分歧，其中一邊島式月台為高德線專用，月台編號為1及2號，有效長度為5輛；另一邊則為鳴門線專用，月台編號為3及4號，有效長度為3輛。而位於往德島方向的路軌則共設有3個轉轍器，能使列車由單軌路段正確地駛進正確的月台。
乘客從閘口離開站舍後，向前行會到達行人天橋，沿天橋到頂後，高德線乘客需轉右；鳴門線的乘客則轉左。並在合適的月台上等待列車。未建成天橋時，則透過路面平交道橫過路軌。

### 月台配置
| 月台 | 路線    | 方向 | 目的地               | 備註                             |
| ---- | ------- | ---- | -------------------- | -------------------------------- |
| 1    | ■高德線 | 上行 | 板野、高松、岡山方向 | 所有特急列車及大部份普通列車使用 |
| 1    | ■高德線 | 下行 | 德島、阿南、牟岐方向 | 所有特急列車及大部份普通列車使用 |
| 2    | ■高德線 | 上行 | 板野、高松、岡山方向 | 避車時使用                       |
| 2    | ■高德線 | 下行 | 德島、阿南、牟岐方向 | 避車時使用                       |
| 3    | ■鳴門線 | 上行 | 鳴門方向             | 由德島開出的列車                 |
| 4    | ■鳴門線 | 上行 | 鳴門方向             | 由本站始發列車                   |
| 4    | ■鳴門線 | 下行 | 德島方向             | 由鳴門開出直通■高德線            |

## 歷史
- 1916年7月1日：隨阿波鐵道古川站（已廢站）至撫養站開線而開業。
- 1923年2月15日：阿波鐵道「鍛冶屋原線」由本站至鍛冶屋原站開業。該線已於1972年停駛。
- 1933年7月1日：阿波鐵道國有化，成為日本國有鐵道下的車站[4]。
- 1935年3月20日：因應高德線全通．本站改歸高德線車站，鍛冶屋原線改以板西站（即現時板野站）發車。而往鳴門站的路段則改稱為「撫養線」。
- 1952年3月1日：「撫養線」改稱「鳴門線」。
- 1961年2月：貨運服務停止。
- 1987年4月1日：日本國鐵分割民營化，車站的營運由JR四國繼承。

## 鄰近車站
※部分停靠此站的高德線特急「渦潮」的相鄰停靠站參見列車條目。同時平日的鳴門線開出的1班下行列車（以此站為止）自鳴門站起不停靠運行。
四國旅客鐵道（JR四國）
■高德線
板東（T05）－池谷（T04）－勝瑞（T03）
■鳴門線
阿波大谷（N05）－池谷（N04） （－勝瑞）